# Giovanni Roncon
Giovanni Roncon (San Vito di Leguzzano, 2 gennaio 1893 – Schio, 10 giugno 1963) è stato un ciclista su strada italiano.
Conosciuto anche come Ronco, fu professionista dal 1912 al 1921, anni in cui corse sia associato a squadre, sia come individuale. Vinse un Giro del Veneto e un Giro di Romagna ed ottenne alcuni piazzamenti di rilievo, come il sesto posto al Giro di Lombardia 1919.

## Palmarès
- 1912 (Ranella, tre vittorie)

1ª tappa Giro del Veneto (Padova > Padova)
2ª tappa Giro del Veneto (Borgomagno > Prato della Valle (Padova))
Classifica generale Giro del Veneto
- 1921 (individuale, una vittoria)

Giro di Romagna

## Piazzamenti

### Grandi Giri
- Giro d'Italia

1913: 28º
1914: ritirato (2ª tappa)
1920: ritirato (2ª tappa)
1921: ritirato (2ª tappa)
- Tour de France

1930: ritirato (2ª tappa)

### Classiche monumento
- Milano-Sanremo

1913: 23º
1915: 11º
1920: 15º
- Giro di Lombardia

1919: 6º